# Wilma Aris
Wilma Aris (* 1937 Turín) je italská herečka, showgirl, fotografka a subreta, známá především svým působením v revue divadle během 50. let 20. století. Její občanské jméno bylo Wilma Corradi.

## Životopis

### Počátky
Dcera herečky Mary Carisi (která se stala matkou v osmnácti a pojmenovala ji Wilma na počest Wilmy Banky, herečky známé mimo jiné z filmu Syn šejka s Rudolfem Valentinem), v osmi letech její otec opustil rodinu; matka navzdory vzniklým ekonomickým potížím vychovávala dceru v jejich domě na Via Susa v Turíně a zároveň jí pomáhala rozvíjet její umělecké kvality. Zapsala ji do školy klasického tance mistra Graziosa Cecchettiho, známého učitele baletní školy Teatro Regio (na Via Rossini), a do školy hry na klavír.
Později, když byla Wilma již teenagerkou, účastnila se módních přehlídek jako modelka a soutěží krásy, které díky své pozoruhodné atraktivitě často vyhrávala (například Miss Cinema): a právě díky její kráse si jí v roce 1951, když přecházela Piazza Solferino, všimla Wanda Osiris, která v divadle Alfieri uváděla svou revue Galanteria, a pozvala ji na konkurz, kterým Wilma prošla a ve čtrnácti letech se stala tanečnicí.
O několik dní později se zúčastnila konkurzu do společnosti Erminia Macaria a zkouškou prošla. Její matka si však pro svou dceru vybrala Osirise, protože měla s turínskou komičkou Wilmou koncertovat po celé Evropě, nejen po Itálii (jako s římskou tanečnicí). Byl to začátek pozoruhodné kariéry, která však brzy skončila.

### Úspěch
Italské noviny se brzy začaly bavit o Wilmě Aris (toto bylo umělecké jméno, které si zvolila) jako o nejmladší italské tanečnici: úspěch, kterého dívka dosáhla nejen díky své pozoruhodné kráse, ale také díky svým tanečním, pěveckým a hereckým schopnostem, ji vedl ke spolupráci se všemi nejslavnějšími italskými společnostmi, od společnosti Waltera Chiariho (v Tutto fa Broadway) až po společnost Carla Dapporta v Baracca e burattini.

### Kino
Přirozeným odbytištěm v této fázi její kariéry byl film: debutovala v roce 1953 filmem Ci trovi in galleria od Maura Bologniniho, který dosáhl velkého úspěchu i v zahraničí, zejména ve Francii (s názvem Une fille impossible); i z tohoto důvodu si ji režisér Jean Boyer povolal do filmu Ces voyous d'hommes, který byl v Itálii uveden pod názvem Il paese dei campanelli a kde hrála po boku mladé Sophie Lorenové.
Hrála také ve filmu Teodora, byzantská císařovna od Riccarda Fredy (s Giannou Marií Canale a Irene Papasovou), v Gli uomini, che mascalzoni od Glauca Pellegriniho (kde se znovu setkala s Walterem Chiarim) a ve Viva la rivista! od Enza Trapaniho (ve kterém spolupracovala s Isou Barzizzou, Carlem Campaninim a opět s Chiari a Dapportem).

### Ústup
Na konci roku 1954 byla Wilmě nabídnuta smlouva se společností Uga Tognazziho: brzy mohla dosáhnout vrcholů italské zábavy, ale těsně před podpisem utekla z domova (ještě nezletilá), aby se provdala za průmyslníka z Parmy, kterého potkala o několik týdnů dříve v milánském Teatro Lirico, a uchýlila se do soukromého života.
Z manželství se narodily dvě děti, prvorozené v roce 1955 (a Mara Carisi se ve věku pouhých 36 let stala jednou z nejmladších italských babiček); své umělecké sklony projevovala ve fotografování a natáčela výkony svého manžela, který miloval soutěže v automobilových závodech (účastnil se i některých ročníků Mille Miglia).
Na konci šedesátých let se rozvedla a přestěhovala do Říma.

### Návrat a nová aktivita fotografky
V hlavním městě začala spolupracovat s perkusionistou Karlem Potterem, stala se hráčkou na konga a založila čistě ženský orchestr; v tomto období se, byť sporadicky, vrátila k herectví a hrála také ve hře L'Agnese va a morire (podle románu Renaty Viganò) od Giuliana Montalda s Michelem Placidem.
Poté se přestěhovala do Londýna, kde zahájila novou kariéru fotografky, používala své skutečné jméno a vystavovala v Anglii a Dánsku, stejně jako v Itálii.

## Filmografie
- Ci troviamo in galleria (Jsme v galerii), režie Mauro Bolognini (1953)
- Teodora, imperatrice di Bisanzio (Theodora, byzantská císařovna), režie Riccardo Freda (1953)
- Gli uomini, che mascalzoni! (Muži, jací darebáci!), režie Glauco Pellegrini (1953)
- Viva la rivista! (Ať žije časopis!), režie Enzo Trapani (1954)
- Baracca e burattini (Chatrč a loutky), režie Sergio Corbucci (1954)
- Il paese dei campanelli (Země zvonů), režie Jean Boyer (1954)
- Malizia, režie Salvatore Samperi (1972)
- L'Agnese va a morire (Agnes jde zemřít), režie Giuliano Montaldo (1976)
- Il prato (Louka), režie Paolo a Vittorio Tavianiové (1979)